# Osteopilus wilderi
Osteopilus wilderi är en groddjursart som först beskrevs av Dunn 1925.  Osteopilus wilderi ingår i släktet Osteopilus och familjen lövgrodor. IUCN kategoriserar arten globalt som starkt hotad. Inga underarter finns listade i Catalogue of Life.